# Цкалшави
Цкалшави (груз. წყალშავი) — село в Грузии, на территории Чиатурского муниципалитета края (мхаре) Имеретия.

## География
Село находится на западе центральной части Грузии, на правом берегу реки Рквиана (правый приток Думалы), на расстоянии приблизительно 10 километров (по прямой) к юго-востоку от города Чиатура, административного центра муниципалитета. Абсолютная высота — 765 метров над уровнем моря.

## Население
По результатам официальной переписи населения 2014 года, в Цкалшави проживало 344 человека (167 мужчин и 177 женщин). В национальной структуре населения грузины составляли 99,7 %, армяне — 0,3 %.
| Год  | Население, человек |
| ---- | ------------------ |
| 2002 | 452                |
| 2014 | ↘ 344              |